# Atolla chuni
Atolla chuni is een schijfkwal uit de familie Atollidae. De kwal komt uit het geslacht Atolla. Atolla chuni werd in 1902 voor het eerst wetenschappelijk beschreven door Vanhöffen. 